# Numeri telefonici in Argentina
Il prefisso internazionale argentino è il 54.
L'Argentina nel 1999 ha apportato diverse modifiche al piano telefonico nazionale.

## Chiamate nazionali
La rete telefonica argentina viene divisa nel 1999 in tre settori, controllati dalle tre diverse compagnie telefoniche sul mercato.
A tutt'oggi un numero telefonico argentino può risultare come segue:
- 011+ 8 cifre per i numeri di Buenos Aires
- 02+ prefisso (2 o 3 cifre) + Numero Abbonato (7 o 6 cifre) per i numeri delle provincie meridionali appartenenti alla rete Telefónica.
- 03+ prefisso (2 o 3 cifre) + Numero Abbonato (7 o 6 cifre) per i numeri delle provincie settentrionali sotto la rete Telecom.

Nel 1999, il numero "4" fu aggiunto agli abbonati già attivati. Per esempio, prima della modifica, un numero di Buenos Aires veniva composto come segue
- xxx xxxx (locale da Buenos Aires)
- (01) xxx xxxx (dall'Argentina)
- +54 1 xxx xxxx (dall'estero verso l'Argentina)

In conseguenza del cambiamento avvenuto nel 1999, cambia secondo il formato:
- 4xxx xxxx (all'interno di Buenos Aires)
- (011) 4xxx xxxx (dall'Argentina)
- +54 11 4xxx xxxx (dall'estero verso l'Argentina)

I prefissi teleselettivi di zona in Argentina, sono costituiti dalle prime tre cifre del prefisso stesso. Esempio:
- 011 - Buenos Aires e Buenos Aires Area Metropolitana
- 022 - Provincia di Buenos Aires (0220: Villars, 0221: La Plata, 0223: Mar del Plata, 02284: Olavarría, 02293: Tandil)
- 023 - Provincia di Buenos Aires (02316: Daireaux, 02325: Azcuénaga, 02342: Bragado, 0237: Moreno, 02392 Trenqué Lauquén)
- 034 - Province di Santa Fe ed Entre Ríos (0341: Rosario, 0342: Santa Fe, 0343: Paraná, 0345: Concordia, 03462 Teodelina, 03492: Rafaela)
- 035 - Provincia di Córdoba 0351: Córdoba, 0353: Villa María, 03451: Villa Carlos Paz, 03548: La Falda, 03564: San Francisco, 0358: Río Cuarto)
- 026 - Provincia Oriental - Cuyo (0261: Mendoza, 02627: San Rafael, 0264: San Juan, 02646: Valle Fértil, 02652: San Luis, 02657: Villa Mercedes)
- 037 - Nord-Est (03717: Formosa, 03732:Sáenz Peña, 03772: Resistencia, 03783: Corrientes, 03752: Posadas)
- 038 - Nord Ovest - NOA (0381: Tucumán, 03822: La Rioja, 03833: Catamarca, 0385 Santiago del Estero, 03865: Concepción 0387: Salta, 0388: Jujuy)
- 029 - Sud - Patagonia (02901: Ushuaia, 02966: Río Gallegos, 0297: C. Rivadavia, 02965: Trelew, 02945: Esquel, 0299: Neuquén, 02972 San Martín de los Andes, 02920: Viedma, 02944: Bariloche, 02954: Santa Rosa, 0291: Bahía Blanca).

## Chiamate verso l'Uruguay
Fino al 1998, per le chiamate dall'Argentina verso Uruguay si usavano i prefissi locali. Per esempio per chiamare Montevideo, 
- 059 xxx xxx

Dopo il 1998, cambia in:
- 00 598 2 xxx xxx

## Chiamate alle Isole Falkland/Malvine
Per chiamate verso le Isole Falkland (o Malvine) si usava il codice
- 00 500 xx xxx

## Chiamate verso mobile in Argentina
Quasi tutti i telefoni cellulari in Argentina funzionano con il sistema CPP, che significa che le chiamate sono totalmente a carico del chiamante.
I numeri di telefonia mobile in Argentina iniziano con il codice 15. 
Per esempio se una persona desidera chiamare un cellulare di Buenos Aires da Buenos Aires deve semplicemente digitare
- 15 xxxx-xxxx

Qualora lo chiami da una città diversa farà come segue, ad esempio:
- 011 15 xxxx-xxxx se è un numero mobile di Buenos Aires
- 0221 15 xxx-xxxx se è un numero mobile di La Plata
- 0341 15 xxx-xxxx se è un numero mobile di Rosario (Argentina)
- 0351 15 xxx-xxxx se è un numero mobile di Córdoba
- 0261 15 xxx-xxxx se è un numero mobile di Mendoza
- 0381 15 xxx-xxxx se è un numero mobile di Tucumán
- 02324 15 xx-xxxx se è un numero mobile di Mercedes
- 03492 15 xx-xxxx se è un numero mobile di Rafaela
- 03717 15 xx-xxxx se è un numero mobile di Formosa
- 02901 15 xx-xxxx se è un numero mobile di Ushuaia
- 0353 15 xx-xxxx se è un numero mobile di Villa María, Provincia di Córdoba

Fanno eccezione a questa regola  le chiamate effettuate da telefoni quali call-center e cabine telefoniche dai quali si paga la tariffa intera.

## Chiamate verso mobile in Argentina dall'estero
- +54 9 2966  xxxx-xxxx se è un numero mobile di Río Gallegos (02966), importante eliminare il 15.

- +54    11 15 xxxx-xxxx (senza il '9') se è un numero mobile di Buenos Aires, per mandare un sms.

## Numeri verdi e numeri a tariffazione aggiuntiva
I Toll-free in Argentina vengono chiamati come segue:
- 0-800 xxx-xxxx

Esistono numeri con prefisso telefonico 0810. Tali numeri sono impiegati da aziende con filiali in diverse province ma unico call center.
- 0-810 xxx-xxxx

I provider di servizi internet in Argentina fanno uso di speciali numerazioni a tariffa ridotta
- 0610 xxx-xxxx

Questo perché vi sono aziende di servizi internet che forniscono la chiamata gratuita di accesso al provider. Queste al contrario di altre che non usano il prefisso 0610. In questi casi il cliente non deve pagare alcuna iscrizione, ma solo la chiamata.
Verrà poi ripartita una parte del costo tra la compagnia telefonica e il fornitore di servizi internet.
Tuttavia, il 0610 tende ad essere confuso con altri servizi. Devono sempre essere composti come:
- 0609 xxx-xxxx

Tutti gli 0800, 0810 e 0609 utilizzano lo stesso numero nell'intera nazione. Tuttavia, il numero 0610 è valido nell'area del provider servizi internet.

## Numeri di emergenza
- 100 Pompieri
- 911 Polizia
- 107 Ambulanza

A partire dal gennaio 2004, a Buenos Aires, vi è un nuovo numero di emergenza, il 911. 
Il nuovo 911 manda dal richiedente la Polizia da una stazione prescelta, anziché dalla stazione locale più vicina.
Tale misura viene adottata per evitare che alcuni malviventi commettano crimini senza incorrere in arresto.

## Servizi
- 110 Elenco Abbonati
- 112 Emergenza
- 113 Ora Esatta
- 114 Manutenzione telefonica
- 115 Test chiamata
- 121 Guasto telefonico (oltre 24 ore)